# Bruce Anderson
Bruce Anderson (Banff, 23 settembre 1998) è un calciatore scozzese, attaccante del Kilmarnock.

## Carriera
Ha giocato nella prima divisione scozzese.

## Statistiche

### Presenze e reti nei club
Statistiche aggiornate al 18 novembre 2022.
| Stagione            | Club                | Campionato        | Campionato | Campionato | Coppe nazionali | Coppe nazionali | Coppe nazionali | Coppe continentali | Coppe continentali | Coppe continentali | Supercoppe | Supercoppe | Supercoppe | Totale | Totale |
| Stagione            | Club                | Comp              | Pres       | Reti       | Comp            | Pres            | Reti            | Comp               | Pres               | Reti               | Comp       | Pres       | Reti       | Pres   | Reti   |
| ------------------- | ------------------- | ----------------- | ---------- | ---------- | --------------- | --------------- | --------------- | ------------------ | ------------------ | ------------------ | ---------- | ---------- | ---------- | ------ | ------ |
| ago. 2017-gen. 2018 | Elgin City          | SL2               | 6          | 2          | SC+CdL          | 0+0             | 0               | -                  | -                  | -                  | SCC        | 0          | 0          | 6      | 2      |
| 2018-gen. 2019      | Aberdeen            | PL                | 14         | 2          | SC+CdL          | 0+3             | 0               | UEL                | 0                  | 0                  | -          | -          | -          | 17     | 2      |
| gen.-giu. 2019      | Dunfermline         | SC                | 14         | 5          | SC+CdL          | -               | -               | -                  | -                  | -                  | -          | -          | -          | 14     | 5      |
| 2019-2020           | Aberdeen            | PL                | 11         | 1          | SC+CdL          | 2+1             | 0               | UEL                | 1                  | 0                  | -          | -          | -          | 15     | 1      |
| ago.-ott. 2020      | Aberdeen            | PL                | 4          | 0          | SC+CdL          | 0+0             | 0               | UEL                | 1                  | 0                  | -          | -          | -          | 5      | 0      |
| ott. 2020-gen. 2021 | Ayr Utd             | SC                | 9          | 0          | SC+CdL          | 0+3             | 0+2             | -                  | -                  | -                  | -          | -          | -          | 12     | 2      |
| gen. 2021           | Aberdeen            | PL                | 2          | 0          | SC+CdL          | 0+0             | 0               | -                  | -                  | -                  | -          | -          | -          | 2      | 0      |
| Totale Aberdeen     | Totale Aberdeen     | Totale Aberdeen   | 31         | 3          |                 | 6               | 0               |                    | 2                  | 0                  |            | -          | -          | 39     | 3      |
| feb.-giu. 2021      | Hamilton Academical | PL                | 13         | 2          | SC+CdL          | 1+0             | 0               | -                  | -                  | -                  | -          | -          | -          | 14     | 2      |
| 2021-2022           | Livingston          | PL                | 28         | 11         | SC+CdL          | 2+6             | 0+2             | -                  | -                  | -                  | -          | -          | -          | 36     | 13     |
| 2022-2023           | Livingston          | PL                | 9          | 2          | SC+CdL          | 0+4             | 0+1             | -                  | -                  | -                  | -          | -          | -          | 13     | 3      |
| Totale Livingston   | Totale Livingston   | Totale Livingston | 37         | 13         |                 | 12              | 3               |                    | -                  | -                  |            | -          | -          | 49     | 16     |
| Totale carriera     | Totale carriera     | Totale carriera   | 110        | 25         |                 | 22              | 5               |                    | 2                  | 0                  |            | 0          | 0          | 134    | 30     |